# موريس فاندر
موريس فاندر (بالفرنسية: Maurice Vander)‏ هو عازف جاز فرنسي، ولد في 11 يونيو 1929 في باريس في فرنسا، وتوفي بنفس المكان في 16 فبراير 2017.

## وصلات خارجية
- موريس فاندر على موقع IMDb (الإنجليزية)
- موريس فاندر على موقع ميوزك برينز (الإنجليزية)
- موريس فاندر على موقع أول ميوزيك (الإنجليزية)
- موريس فاندر على موقع ديسكوغز (الإنجليزية)
- موريس فاندر على موقع ديسكوغز (الإنجليزية)
- موريس فاندر على موقع ديسكوغز (الإنجليزية)
- موريس فاندر على موقع قاعدة بيانات الفيلم (الإنجليزية)